# Nynäshamn

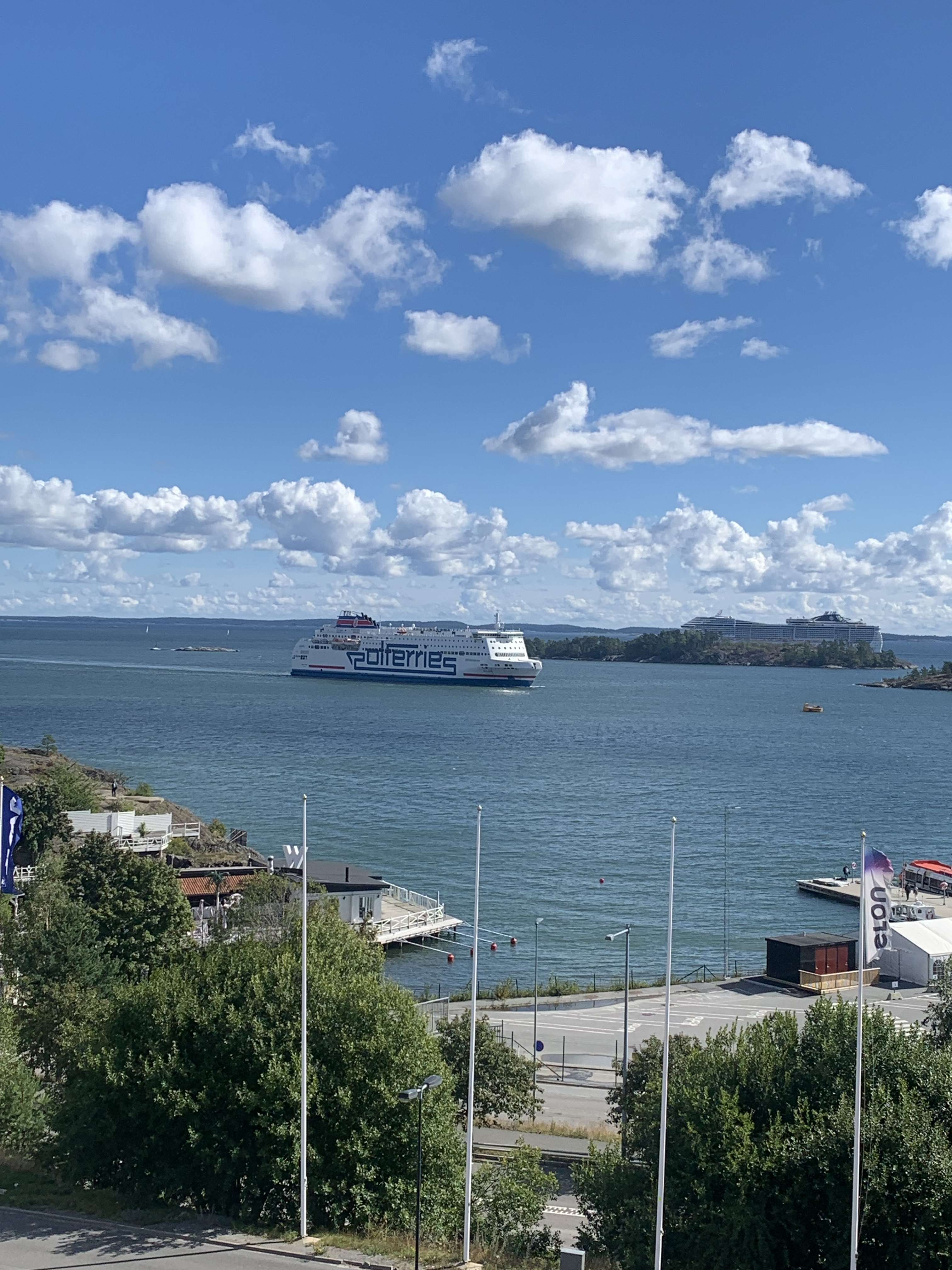
Região do porto de Nynäshamn

Nynäshamn é uma cidade portuária sueca do condado de Stockholms Län. Tem aproximadamente 13 510 habitantes, e é sede do município de Nynäshamn. 
Fica a apenas 58 km a sul de Estocolmo. 
É terminal de várias linhas marítimas: para Visby (Gotlândia), para Gdansk (Polónia), para Ventspils (Letónia) e para Gotska Sandön durante o Verão. 

Na cidade há uma praia chamada Nickstabadet, muito conhecida por sua área de camping, bastante frequentada durante o verão. 

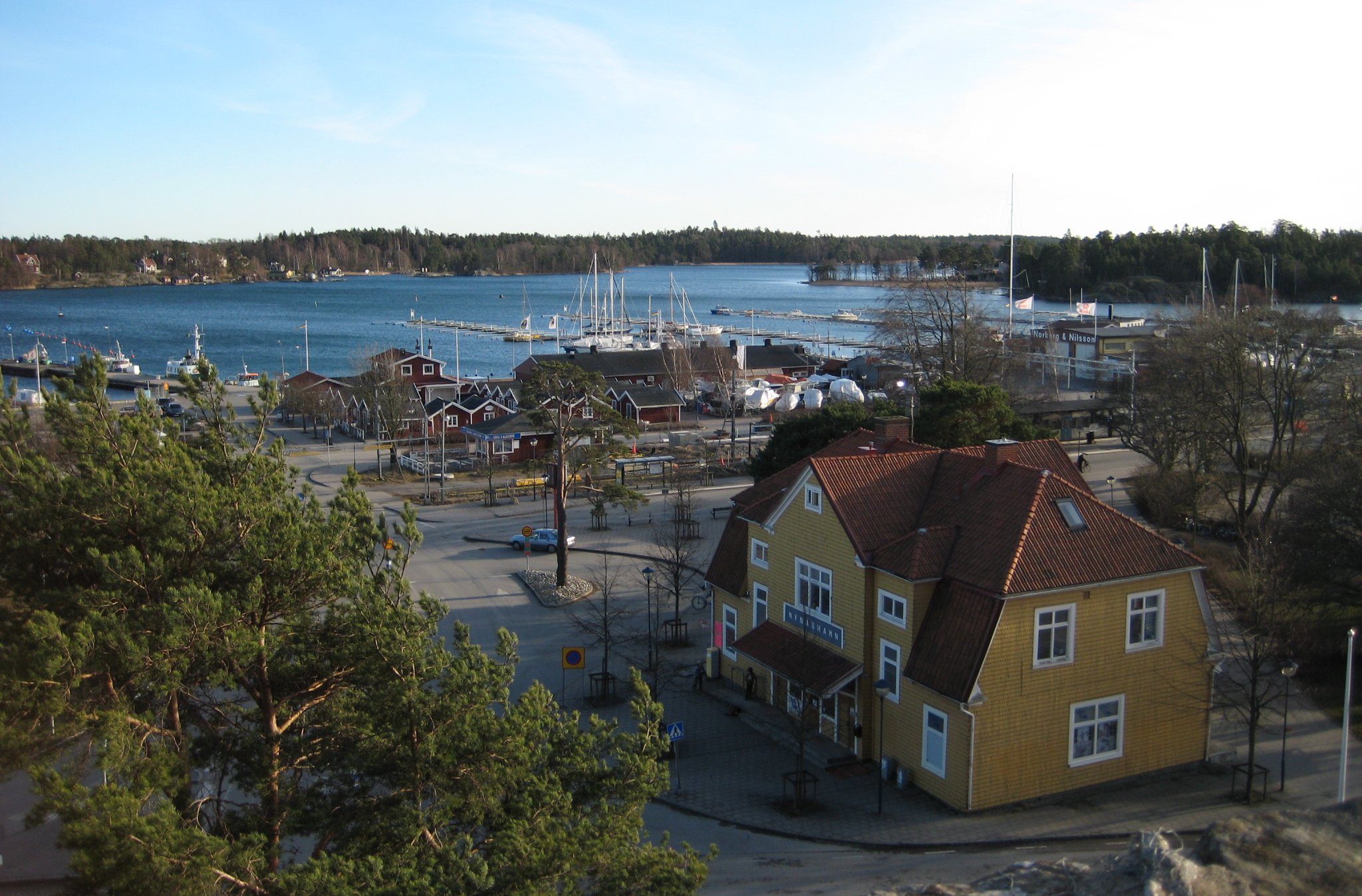
Nynäshamn